# Бурлас, Мартин
Мартин Бурлаc (род. 23 октября 1955 года, Братислава) — словацкий композитор.

## Биография
Параллельно с обучением в гимназии в 1971—1975 годах брал частные уроки игры на фортепиано у Марии Масариковой, а также уроки композиции у Юрая Гатрика. В 1975-1980 годах учился по специальности «Композиция» в Братиславской Высшей школе исполнительского искусства (курс Яна Циккера). После окончания вуза шесть лет проработал звукорежиссёром в издательстве Опус и семь лет звукорежиссёром на Словацком радио. В 1986 году Мартин Бурлас основал музыкальный коллектив Mathews, позже — коллектив Maťkovia. Был участником музыкальных групп Veni Ensemble, Sleepy Motion, Vitebsk Broken (вместе с Петером Махайдиком), Bezmocná hŕstka (Немогучая кучка); совместно с Любомиром Бургром, Зузаной Пиусси и Даниэлем Салонтаем основал группу Dogma. В 2000 году вместе с Любомиром Бургром, Инге Грубаничовой, Мариушом Копчаем и Моникой Чертезни основал Ассоциацию «За современную оперу».
Вместе с Даниэлем Матеем и Яном Болеславом Кладиво является членом трио современной музыки OVER4tea.

## Дискография
- 1993 — группа Sleepy Motion (Бурлас, Балаж, Пиусси, Махайдик, Чудай, Загар, Шкута, Сметанова) — Broken (zoon records)
- 1996 — группа Bezmocná hŕstka — Usual Songs (Silberman)
- 1997 — группа Bezmocná hŕstka — Closed Society (Silberman)
- 1998 — Мартин Бурлас — ažký rok (Silberman)
- 1997 — группа Bezmocná hŕstka — Platňa pre dospelé deti (Silberman)
- 2001 — Šina — Martin Burlas — Master a Margaréta (Slnko Records SR 0003)
- 2005 — Мартин Бурлас — Koniec sezóny (Millennium records & publishing, 834035-2)